# Fédération de catch

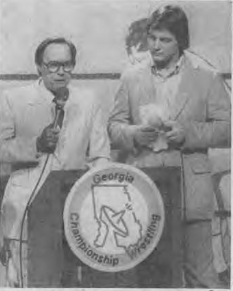
Gordon Solie et Roddy Piper.

Une fédération de catch (appelée promotion dans les pays anglophones, structure dans les pays francophones) est une société ou une entreprise qui organise régulièrement des exhibitions (spectacles) de lutte professionnelle. Ceci impliquant d'importants rôles comprenant la gestion, la publicité et la logistique résultant d'un e rencontre de catch. Les principales organisations de catch (celles qui emploient leurs catcheurs à temps plein et disposent d'un créneau de diffusion télévisée) sont surnommées "Big-Leagues" (ligues majeures) tandis que les fédérations de moindre importance (circuit indépendant) sont appelées "Indy" (ligues mineures ou indépendantes).
Actuellement, les principales organisations de catch aux États-Unis sont la World Wrestling Entertainment (WWE), la All Elite Wrestling (AEW) Impact ! Wrestling et la Ring of Honor (ROH). Au Mexique, les principales promotions de Lucha Libre sont la Consejo Mundial de Lucha Libre (CMLL) et la Asistencia Asesoría y Administración (AAA). Au Japon, les meilleurs promotions de puroresu sont la New Japan Pro Wrestling (NJPW), la All Japan Pro Wrestling (AJP) et la Pro Wrestling Noah (Noah). Il n'existe, pour le moment, aucune "Big League" en Europe.

## Liste des fédérations de catch actuellement ouvertes
En gras, les fédérations de catch les plus importantes.
| Fédération                                            | Création | Pays        |
| ----------------------------------------------------- | -------- | ----------- |
| All Elite Wrestling (AEW)                             | 2018     | États-Unis  |
| All Japan Pro Wrestling (AJPW)                        | 1972     | Japon       |
| Asistencia Asesoría y Administración (AAA)            | 1992     | Mexique     |
| Association les professionnels du catch (APC)         | 2004     | France      |
| Big Japan Pro Wrestling (BJW)                         | 1995     | Japon       |
| Chikara Pro (CHIKARA)                                 | 2002     | États-Unis  |
| Continental Wrestling Entertainment (CWE)             | 2015     | Inde        |
| Consejo Mundial de Lucha Libre (CMLL)                 | 1933     | Mexique     |
| Combat Zone Wrestling (CZW)                           | 1999     | États-Unis  |
| Dragon Gate (DG)                                      | 1997     | Japon       |
| Dramatic Dream Team (DDT)                             | 1997     | Japon       |
| Eastern Wrestling Alliance (EWA)                      | 1998     | États-Unis  |
| Elite Canadian Championship Wrestling (ECCW)          | 1996     | Canada      |
| Evolve Wrestling (EVOLVE)                             | 2010     | États-Unis  |
| Family Wrestling Entertainment (FWE)                  | 2011     | États-Unis  |
| House of Hardcore (HoH)                               | 2012     | États-Unis  |
| Independent Wrestling Association Mid-South (IWA)     | 1996     | États-Unis  |
| Inoki Genome Federation (IGF)                         | 2007     | Japon       |
| Impact ! Wrestling                                    | 2002     | États-Unis  |
| Insane Championship Wrestling (ICW)                   | 2006     | Royaume-Uni |
| International Catch Wrestling Alliance (ICWA)         | 2003     | France      |
| International Wrestling Revolution Group (IWRG)       | 1996     | Mexique     |
| Irish Whip Wrestling (IWW)                            | 2002     | Irlande     |
| National Wrestling Alliance (NWA)                     | 1948     | États-Unis  |
| NWA UK Hammerlock (NWA UK)                            | 1993     | Royaume-Uni |
| New Japan Pro Wrestling (NJPW)                        | 1972     | Japon       |
| Northern Championship Wrestling (NCW)                 | 1986     | Canada      |
| New Wrestling Entertainment (NWE)                     | 2005     | Italie      |
| Ohio Valley Wrestling (OVW)                           | 1997     | États-Unis  |
| Organization of Modern Extreme Grappling Arts (OMEGA) | 1997     | États-Unis  |
| Preston City Wrestling (PCW)                          | 2011     | Royaume-Uni |
| Pro Wrestling Guerilla (PWG)                          | 2003     | États-Unis  |
| Pro Wrestling NOAH (NOAH)                             | 2000     | Japon       |
| Pro Wrestling Zero1 (ZERO1)                           | 2001     | Japon       |
| Progress Wrestling (PROGRESS)                         | 2011     | Royaume-Uni |
| Ring of Honor (ROH)                                   | 2002     | États-Unis  |
| Westside Xtreme Wrestling (wXw)                       | 2000     | Allemagne   |
| World Wrestling Association (WWA)                     | 1986     | Mexique     |
| World Wrestling Entertainment (WWE)                   | 1952     | États-Unis  |
| Women's Extreme Wrestling (WEW)                       | 2002     | États-Unis  |
| Wrestle-1 (W-1)                                       | 2013     | Japon       |
| X Wrestling Alliance (XWA)                            | 1993     | Royaume-Uni |